# Chissay-en-Touraine
Chissay-en-Touraine is een gemeente in het Franse departement Loir-et-Cher in de regio Centre-Val de Loire. De gemeente telde 1.076 inwoners op 1 januari 2022.

## Geschiedenis
Chissay-en-Touraine maakte deel uit van het arrondissement Blois tot de gemeente op 1 januari 2017 werd overgeheveld naar het arrondissement Romorantin-Lanthenay.

## Geografie
De oppervlakte van Chissay-en-Touraine bedraagt 18,17 vierkante kilometer; Op 1 januari 2022 was de bevolkingsdichtheid 59,2 inwoners per km².
De zuidgrens van de gemeente is de oever van de Cher. De spoordijk vormt een goede bescherming als de rivier buiten haar oevers treedt. Het grootste deel van het stadje ligt dan ook achter deze dijk, met een opvallende uitzondering: de kerk.
Het grondgebied bestaat uit:
- de vallei van de Cher waar de meeste bebouwing staat
- een plateau met landbouwbestemming, waar dan ook alleen hoeven staan.
- het westen van het plateau is een deel van het Woud van Amboise.

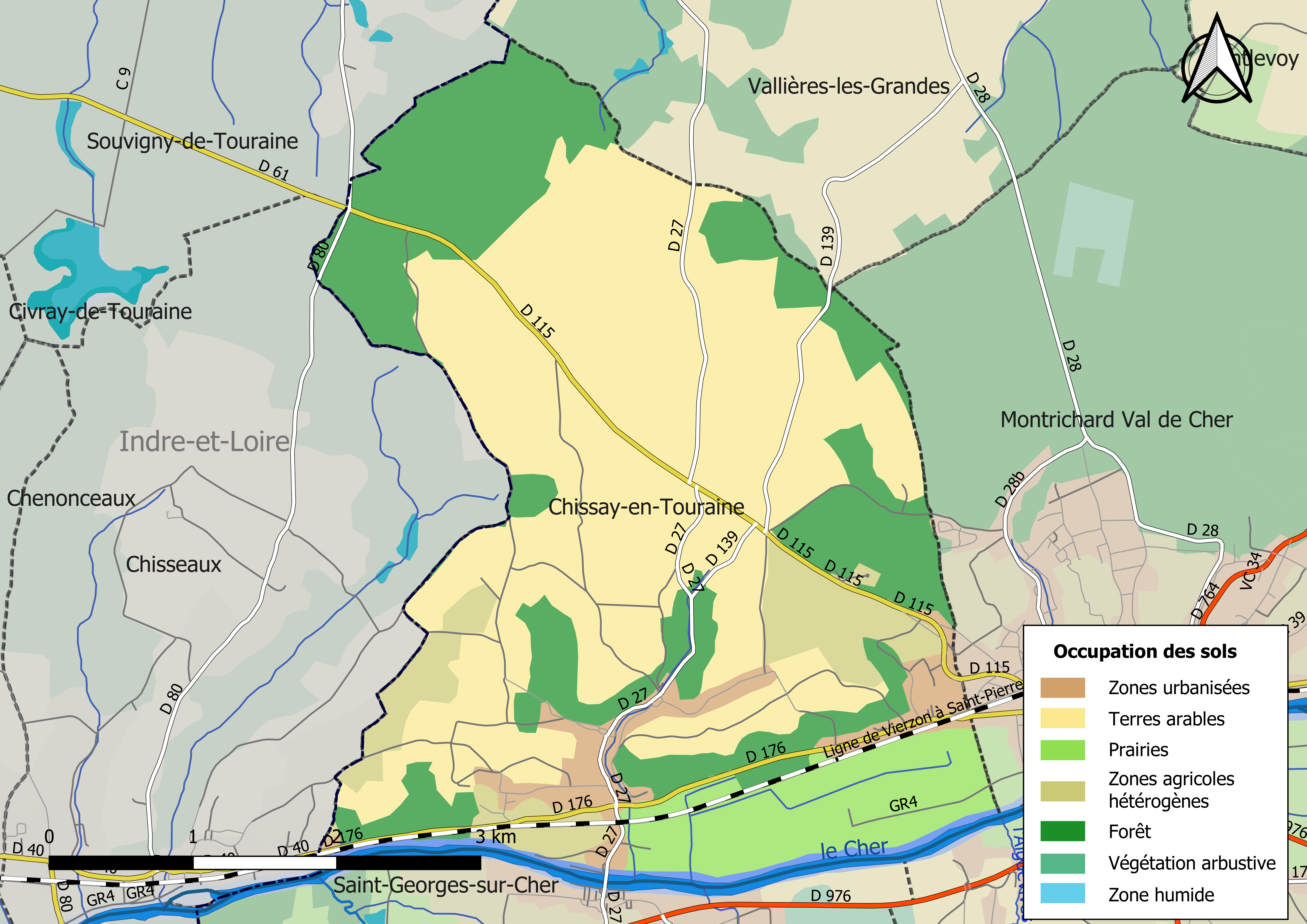
Kaart van de gemeente met de belangrijkste infrastructuur, bodemgebruik en omliggende gemeenten

## Demografie
Onderstaande figuur toont het verloop van het inwonertal.
Chissay-en-Touraine · Choussy · Contres · Couddes · Faverolles-sur-Cher · Fresnes · Monthou-sur-Cher · Montrichard Val de Cher · Oisly · Pontlevoy · Saint-Georges-sur-Cher · Saint-Julien-de-Chédon · Sassay · Thenay · Vallières-les-Grandes